# Mistrzostwa Świata Juniorów w Hokeju na Lodzie 2018
42. Mistrzostwa Świata Juniorów w Hokeju na Lodzie – turniej hokejowy, który odbył się pomiędzy 26 grudnia 2017 – 5 stycznia 2018 w Amerykańskim Buffalo. Mecze rozgrywane były w trzech halach: KeyBank Center o pojemności 19 070 miejsc, HarborCenter o pojemności 1800 miejsc oraz New Era Field o pojemności 71 608 miejsc. Były to piąte zawody o mistrzostwo świata rozegrane w Stanach Zjednoczonych.
Obrońcą tytułu mistrzowskiego była reprezentacja USA, która w 2017 roku w Montrealu pokonała reprezentację Kanady po rzutach karnych 5:4.

## Elita
| Lp. | Drużyna    |
| --- | ---------- |
|     | Kanada     |
|     | Szwecja    |
|     | USA        |
| 4   | Czechy     |
| 5   | Finlandia  |
| 6   | Rosja      |
| 7   | Słowacja   |
| 8   | Szwajcaria |
| 9   | Dania      |
| 10  | Białoruś   |

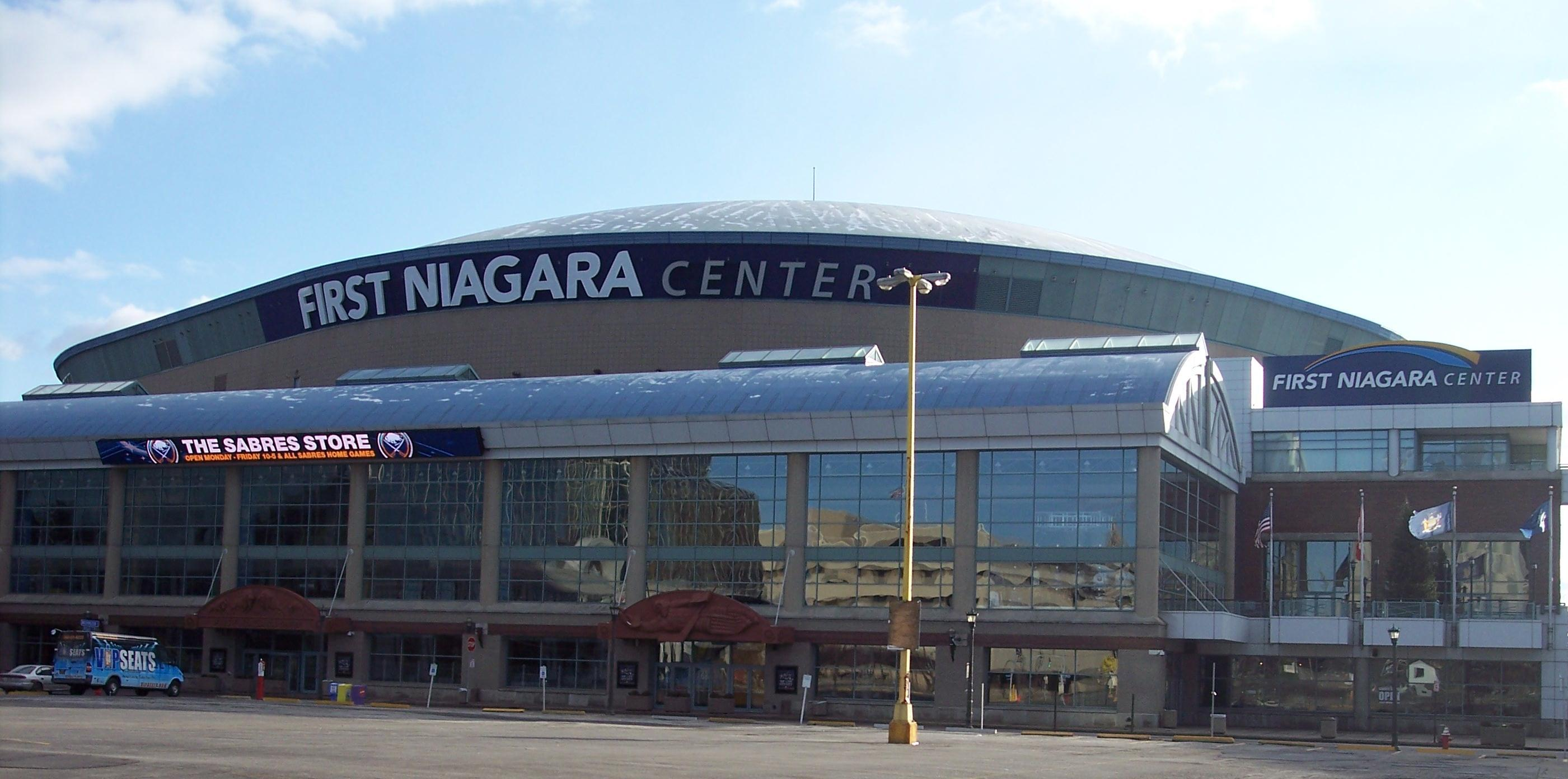
KeyBank Center

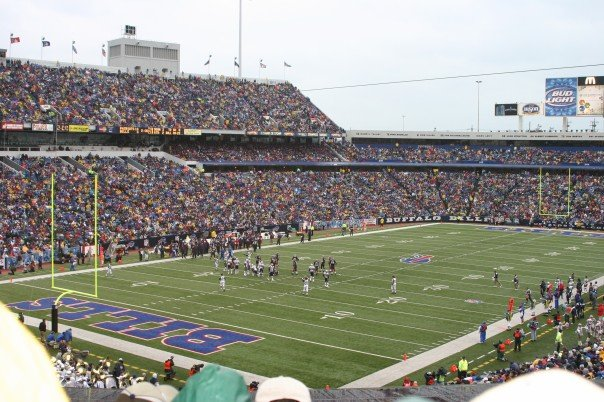
New Era Field

W tej części mistrzostw uczestniczy 10 najlepszych drużyn na świecie. System rozgrywania meczów jest inny niż w niższych dywizjach. Najpierw drużyny rozgrywają mecze w fazie grupowej (2 grupy po 5 zespołów), systemem każdy z każdym. Do fazy pucharowej, czyli ćwierćfinałów awansuje po 4 drużyny z obu grup. Najsłabsza drużyna z każdej z grup zagra w fazie play-off do dwóch zwycięstw. Drużyna, która przegrała dwukrotnie spadła do niższej dywizji.

## Pierwsza dywizja
Grupa A
| Lp. | Drużyna    |
| --- | ---------- |
| 1   | Kazachstan |
| 2   | Łotwa      |
| 3   | Niemcy     |
| 4   | Francja    |
| 5   | Austria    |
| 6   | Węgry      |

Grupa B
| Lp. | Drużyna  |
| --- | -------- |
| 1   | Norwegia |
| 2   | Polska   |
| 3   | Słowenia |
| 4   | Ukraina  |
| 5   | Włochy   |
| 6   | Litwa    |

W mistrzostwach pierwszej dywizji uczestniczyło 12 zespołów, które zostały podzielone na dwie grupy po 6 zespołów. Rozegrały one mecze systemem każdy z każdym. Zwycięzca turnieju grupy A awansował do mistrzostw świata elity w 2019 roku, zaś najsłabsza drużyna grupy B spadła do drugiej dywizji.
Turniej Grupy A odbył się w dniach 10–16 grudnia 2017 we francuskich miastach Courchevel i Meribel. Natomiast turniej grupy B odbył się w dniach 9–15 grudnia 2017 roku w słoweńskim Bledzie.

## Druga dywizja
Grupa A
| Lp. | Drużyna          |
| --- | ---------------- |
| 1   | Japonia          |
| 2   | Korea Południowa |
| 3   | Wielka Brytania  |
| 4   | Estonia          |
| 5   | Rumunia          |
| 6   | Holandia         |

Grupa B
| Lp. | Drużyna   |
| --- | --------- |
| 1   | Hiszpania |
| 2   | Serbia    |
| 3   | Chorwacja |
| 4   | Belgia    |
| 5   | Meksyk    |
| 6   | Turcja    |

W mistrzostwach drugiej dywizji uczestniczyło 12 zespołów, które zostały podzielone na dwie grupy po 6 zespołów. Rozegrały one mecze systemem każdy z każdym. Zwycięzca turnieju grupy A awansował do mistrzostw świata pierwszej dywizji w 2019 roku, zaś najsłabsza drużyna grupy B spadła do trzeciej dywizji.
Turniej Grupy A odbył się w dniach 10–16 grudnia 2017 roku w brytyjskim Dumfries.
Turniej Grupy B odbył się w dniach 10–16 stycznia 2018 w serbskim Belgradzie.

## Trzecia dywizja
Grupa A
| Lp. | Drużyna       |
| --- | ------------- |
| 1   | Izrael        |
| 2   | Chiny         |
| 3   | Bułgaria      |
| 4   | Islandia      |
| 5   | Australia     |
| 6   | Nowa Zelandia |

Kwalifikacje
| Lp. | Drużyna           |
| --- | ----------------- |
| 1   | Południowa Afryka |
| 2   | Chińskie Tajpej   |

Pierwsza drużyna uzyskuje awans do Dywizji II Grupy B. Zwycięzca turnieju kwalifikacyjnego awansował do dywizji III.
Turnieje III Dywizji zostały rozegrane:

Grupa A – Sofia (Bułgaria)

Kwalifikacje – Kapsztad (Południowa Afryka)